# ジョン・ウィリアムズ (俳優)
ジョン・ウィリアムズ（John Williams , 1903年4月15日 - 1983年5月5日）は、イギリスの俳優。英国紳士然とした風貌で、半世紀にわたり活躍した。日本では映画『ダイヤルMを廻せ!』のハバード警視役などで知られる。

## 来歴
ランシングカレッジを卒業後1924年に舞台で演劇を始め、以来多くの舞台劇に出演した。1930年のマック・セネット監督作の短編映画『The Chumps』で映画デビューし、後にアメリカにも進出した。また、彼は『パラダイン夫人の恋』、『ダイヤルMを廻せ!』や『ヒッチコック劇場』などアルフレッド・ヒッチコック監督作品に出演している。

## 主な出演作品

### 映画
- オペラハット Mr. Deeds Goes to Town (1936)
- パラダイン夫人の恋 The Paradine Case (1947)
- モナリザの微笑 A Woman's Vengeance (1948)
- 東方の雷鳴 Thunder in the East (1952)
- 皇太子の初恋 The Student Prince (1954)
- 麗しのサブリナ Sabrina (1954)
- ダイヤルMを廻せ! Dial M for Murder (1954)
- 泥棒成金 To Catch a Thief (1955)
- 純金のキャデラック The Solid Gold Cadillac (1956)
- あの日あのとき D-Day the Sixth of June (1956)
- ロック・ハンターはそれを我慢できるか? Will Success Spoil Rock Hunter? (1957)
- 日のあたる島 Island in the Sun (1957)
- 情婦 Witness for the Prosecution (1957)
- 都会のジャングル The Young Philadelphians (1959)
- 誰かが狙っている Midnight Lace (1960)
- 底抜け宇宙旅行 Visit to a Small Planet (1960)
- ボクいかれたヨ! Dear Brigitte (1965)
- ダブル・トラブル Double Trouble (1967)
- 脱走大作戦 The Secret War of Harry Frigg (1968)
- パリの秘めごと A Flea in Her Ear (1968)

### テレビドラマ
- ヒッチコック劇場 Alfred Hitchcock Presents
  - 大穴 The Long Shot (1955)
  - 酒蔵 Back for Christmas (1956)
  - 誰が彼を殺したか Whodunit (1956)
  - 雨の土曜日 Wet Saturday (1956)
  - バラの花壇 The Rose Garden (1956)
  - I Killed the Count: Part 1 - 3 (1957)日本未放映
  - 三つの夢 The Three Dreams of Mr. Findlater (1957)
  - 亡霊のみえる椅子 Banquo's Chair (1959)
- ミステリー・ゾーン/魔法入門 The Twilight Zone (1963)
- コンバット! Combat! (1966)
- ニューヨーク・パパ Family Affair (1967)
- 0088/ワイルド・ウエスト The Wild Wild West (1969)
- スパイ大作戦/暗号名“K”をあばけ Mission:Impossible (1970)
- 刑事コロンボ/ロンドンの傘 Columbo: Dagger of the Mind (1972)
- 警部マクロード/はだしのスチュワーデス McCloud (1972)
- 鬼警部アイアンサイド Ironside (1974)
- 宇宙空母ギャラクティカ Battlestar Galactica (1978)